# Karl Ludwig Matthäi
Karl Ludwig Matthäi, auch Karl Matthäy oder Carl Ludwig Matthaey, (* 21. März 1778 in Meißen; † 9. August 1848 in Dresden) war ein deutscher Baumeister und Schriftsteller.

## Leben
Matthäi wurde als Sohn des Modelleurs an der Meißner Porzellanmanufaktur Johann Gottlob Matthäi geboren. Im Jahre 1794 siedelte er mit seiner Familie nach Dresden um, wo sie im Haus Neumarkt 571 wohnten. Im gleichen Jahr wurde Matthäi an der Kunstakademie Dresden immatrikuliert, wo er u. a. bei Gottlob August Hölzer Architektur studierte. 
Nach dem Ende des Studiums begab er sich auf eine Bildungsreise, die ihn für mehrere Jahre nach Bremen, Kopenhagen und Wien führte. Nach den Befreiungskriegen kehrte er 1814 als Architekt nach Dresden zurück. 
Im Jahre 1817 erfolgte seine Bestallung zum gräflich stolbergischen Baumeister der Grafschaft Wernigerode, wo er mehrere Bauvorhaben im Auftrag des Erbgrafen Henrich zu Stolberg-Wernigerode ausführte, u. a. die Schlosskirche. Die Anstellung im Harz befriedigte ihn jedoch nur wenig, sodass er in den Folgejahren immer wieder nach Dresden kam, um Bauvorhaben zu leiten, und nach kurzer Zeit die Baumeisterstelle in Wernigerode niederlegte. 
Von 1830 bis 1833 lebte und arbeitete er in der Nähe von Kalisch, von 1842 bis 1847 im böhmischen Teplitz. Matthäi litt meist finanzielle Not und musste sich oft durch Unterricht und Zeichnen von Stickmustern durchbringen.
Außer als Baumeister war er als Autor tätig. Er verfasste Schriften über verschiedene Handwerkgewerbe und zur Hebung des künstlerischen Stils in den Handwerken.

## Schriften (Auswahl)
- Der Maurer. 2 Bände, Weimar 1823.
- Theoretisch-praktisches Handbuch für Zimmerleute in allen ihren wesentlichen Verrichtungen. 3 Bände, Ilmenau 1830.
- Der Bildhauer. Weimar 1830.
- Der vollkommene Dachdecker oder Unterricht in allen bis jetzt bekannten vorzüglichst anwendbaren und mit unsern Dachconstruktionen und Bauverordnungen vereinbaren Dachbedeckungsarten. Voigt, Ilmenau 1833. (als Reprint: Edition Libri rari Schäfer, Hannover 2000, ISBN 3-88746-092-8)
- Neuestes Lehr-, Modell- und Ornamentenbuch für Ebenisten, Bau- und Möbelschreiner, Holzschneider und andere der bildenden Kunst verwandte Gewerbe. Weimar 1840. (als Reprint: Edition Libri rari Schäfer, Hannover 1983, ISBN 3-88746-063-4)
- Ideen von öffentlichen Denkmälern. Weimar 1841.
- Der Ofenbaumeister. 3. Auflage, Weimar 1846.